# Juan Luis Galiardo Comes
Juan Luis Galiardo Comes   (San Roque, 2 de març de 1940 - Madrid, 22 de juny de 2012) fou un actor i productor de cinema, teatre i televisió espanyol. Fou guardonat amb el Premi Goya al millor actor l'any 2000.

## Filmografia

### Cinema
| Any              | Títol                                                  | Director                                       |              |
| ---------------- | ------------------------------------------------------ | ---------------------------------------------- | ------------ |
| 1961             | La lágrima del diablo                                  | Juliol Diamante                                |              |
| 1965             | Acteón                                                 | Jordi Grau                                     |              |
| 1968             | Novios 68                                              | Pedro Lazaga                                   |              |
| 1969             | Las nenas del Mini mini                                | Germán Lorente                                 |              |
| 1970             | Coqueluche                                             | Germán Lorente                                 |              |
| 1972             | Marco Antonio y Cleopatra                              | Charlton Heston                                |              |
| 1974             | Clara es el precio                                     | Vicente Aranda                                 |              |
| 1976             | Mayordomo para todo                                    | Mariano Ozores                                 |              |
| 1976             | Los buenos días perdidos                               | Rafael Gil                                     |              |
| 1979             | La boda del señor cura                                 | Rafael Gil                                     |              |
| 1980             | ...Y al tercer año, resucitó                           | Rafael Gil                                     |              |
| 1986             | El disputado voto del señor Cayo                       | Antonio Giménez-Rico                           |              |
| 1987             | La guerra de los locos                                 | Manuel Matji                                   |              |
| 1988             | Soldadito español                                      | Antonio Giménez-Rico                           |              |
| 1989             | Don Juan, mi querido fantasma                          | Antonio Mercero                                |              |
| 1989             | El vuelo de la paloma                                  | José Luis García Sánchez                       |              |
| 1989             | Guarapo                                                | Germans Ríos                                   |              |
| 1990             | Yo soy ésa                                             | Luis Sanz                                      |              |
| 1991             | Ho sap el ministre?                                    | Josep Maria Forn                               |              |
| 1992             | Los mares del sur                                      | Manuel Esteban                                 |              |
| 1993             | Todos a la cárcel                                      | Luis García Berlanga                           |              |
| 1993             | Madregilda                                             | Francisco Regueiro                             |              |
| 1994             | Por fin solos                                          | Antonio del Real                               |              |
| 1995             | Suspiros d'españa (y Portugal)                         | José Luis García Sánchez                       |              |
| 1995             | Así en el cielo como en la tierra                      | José Luis Cuerda                               |              |
| 1996             | Familia                                                | Fernando León d'aranoa                         |              |
| 1997             | Pajarico                                               | Carlos Saura                                   |              |
| 1997             | Siempre hay un camino a la derecha                     | José Luis García Sánchez                       |              |
| 1997             | Tranvía a la Malvarrosa                                | José Luis García Sánchez                       |              |
| 1998             | Tango                                                  | Carlos Saura                                   |              |
| 1999             | Sí, quiero...                                          | Eneko Olasagasti Carlos Zabala                 |              |
| 2000             | Lázaro de Tormes                                       | Fernando Fernán Gómez José Luis García Sánchez |              |
| 2000             | Adiós con el corazón                                   | José Luis García Sánchez                       |              |
| 2001             | Torrente 2: misión en Marbella                         | Santiago Segura                                |              |
| 2002             | Lisístrata                                             | Francesc Bellmunt                              |              |
| 2002             | El caballero Don Quijote                               | Manuel Gutiérrez Aragón                        |              |
| 2003             | El oro de Moscú                                        | Jesús Bonilla                                  |              |
| 2006             | Vecinos invasores (doblatge al castellà de Nick Nolte) | Tim Johnson Karey Kirkpatrick                  |              |
| 2006             | El coronel Macià                                       | Josep Maria Forn                               |              |
| 2007             | Dios o Demonio                                         | Alejandro González Padilla                     |              |
| 2007             | 2008                                                   | Clandestinos                                   | Antonio Hens |
| Miguel y William | Inés París                                             |                                                |              |
| 2011             | La chispa de la vida                                   | Álex de la Iglesia                             |              |
| 2011             | La daga de Rasputín                                    | Jesús Bonilla                                  |              |

### Televisió
| Any       | Títol                              |
| --------- | ---------------------------------- |
| 1966      | Novela                             |
| 1967      | La otra música                     |
| 1970      | Estudio 1                          |
| 1975      | El Teatro                          |
| 1976      | Música y estrellas                 |
| 1980      | Colorina                           |
| 1981      | Quiéreme siempre                   |
| 1982      | En busca del paraíso               |
| 1983      | Anillos de oro                     |
| 1985      | Página de sucesos                  |
| 1989      | Séptimo cielo                      |
| 1986-1987 | Turno de oficio                    |
| 1990      | Eva y Adán, agencia matrimonial    |
| 1992      | Farmacia de guardia                |
| 1995      | La Regenta                         |
| 1995      | Por fin solos                      |
| 1996      | Turno de oficio: Diez años después |
| 1997      | La banda de Pérez                  |
| 2000      | Usted puede ser un asesino         |
| 2000      | Jacinto Durante, representante     |
| 2001      | Mi teniente                        |
| 2001      | Moncloa ¿dígame?                   |
| 2008      | Martes de Carnaval                 |
| 2009      | 23F, el dia més difícil del rei    |
| 2012      | Gran Hotel                         |

### Teatre
- La Celestina, de Fernando de Rojas
- Seis personajes en busca d'autor, de Luigi Pirandello
- La visita de la vieja dama, de Friedrich Dürrenmatt
- Las últimas lunas, de Furio Bordón
- Un hombre de suerte, de José Luis Alonso de Santos
- El cuerpo (1966), de Lauro Olmo
- Numancia (1966), dirigida por Miguel Narros
- Retablo jovial (1967), d'Alejandro Casona
- El rey Lear (1967), dirigida per Miguel Narros
- Los buenos días perdidos (1972), d'Antonio Gala
- La malquerida (1974), de Jacinto Benavente
- Antígona (1996), de Sófocles
- Comedias Bárbaras (2003), de Valle-Inclán
- Humo (2005), dirigido por Juan Carlos Rubio
- Edip Rei (2008), de Sófocles
- L'avar (2010-2012), de Moliére

## Premis i nominacions
| Any  | Premi                                     | Categoria                                  | Títol                                   | Resultat  |
| ---- | ----------------------------------------- | ------------------------------------------ | --------------------------------------- | --------- |
| 1969 | Cercle d'Escriptors Cinematogràfics       | Millor actor                               | Per les seves actuacions durant l'any   | Guanyador |
| 1987 | Fotogramas de Plata                       | Millor intèrpret de televisió              | Turno de oficio                         | Nominat   |
| 1990 | Premis Goya                               | Premi Goya al millor actor secundari       | El vuelo de la paloma                   | Nominat   |
| 1997 | Fotogramas de Plata                       | Millor actor de televisió                  | Turno de oficio: Diez años después      | Guanyador |
| 1997 | Festival de Cinema Hispà de Miami         | Millor actor                               | Familia                                 | Guanyador |
| 2000 | Festival de Cinema Espanyol de Màlaga     | Millor actor                               | Adiós con el corazón                    | Guanyador |
| 2001 | Premis Goya                               | Premi Goya al millor actor protagonista    | El vuelo de la paloma                   | Nominat   |
| 2001 | Premis Turia                              | Premi per la seva trajectòria professional |                                         | Guanyador |
| 2003 | Cercle d'Escriptors Cinematogràfics       | Millor actor                               | El caballero Don Quijote                | Nominat   |
| 2003 | Premis Goya                               | El caballero Don Quijote                   | Premi Goya al millor actor protagonista | Nominat   |
| 2003 | Premis ACE                                | Millor actor                               | El caballero Don Quijote                | Guanyador |
| 2007 | Premis Sant Jordi                         | Premi a la trajectòria                     |                                         | Guanyador |
| 2008 | Festival de Cinema Iberoamericà de Huelva | Millor actor                               | Martes de carnaval                      | Guanyador |
| 2009 | Setmana del Cinema Espanyol de Múrcia     | Premi Honorífic                            |                                         | Guanyador |
| 2009 | Premis de la Unió de Actors               | Millor actor protagonista de cinema        | Martes de carnaval                      | Nominat   |